# Сунарё Картадината
Сунарё Картадината (индон. Sunaryo Kartadinata; 21 марта 1950, Чиамис, Западная Ява, Индонезия — 13 июня 2024, Ташкент, Узбекистан) — индонезийский политический и государственный деятель, учёный,  дипломат, чрезвычайный и полномочный посол Индонезии в Узбекистане (2019—2024) и Кыргызстане (2019—2024).

## Биография
Сунарё Картадината родился 21 марта 1950 года в Чиамисе, провинция Западная Ява Республики Индонезия.

### Учёба и карьера в Индонезийском педагогическом университете
В 1976 году Картадината получил степень бакалавра, в 1983 году магистра, а в 1988 году доктора в области руководства и консультирования в Педагогическом институте Бандунга (IKIP), сейчас Индонезийский педагогический университет (UPI). В 1986 году прошёл курс обучения по сэндвич-программе Нью-Йоркского университета.
В 1980 году работал секретарём педагогического факультета Педагогического института, с 1988 по 1995 годы помощником декана педагогического факультета Индонезийского педагогического университета, с 1995 по 1996 годы руководителем учебной программы по школьному управлению и консультированию.  В 1996 году стал профессором педагогики в области руководства и консультирования.
В 1996 году был назначен помощником ректора по общему управлению и финансам, на этом посту он проработал до 2005 года, а затем два срока подряд с 2005 по 2010 и с 2010 по 2015 годы избирался ректором университета.

### Прочая деятельность
С 1994 по 1996 годы Сунарё Картадината работал консультантом Управления среднего и профессионального образования Министерства образования и культуры Индонезии, с 2001 по 2009 годы  — председателем правления Ассоциации управления и консалтинга Индонезии, с 2007 года — генеральным председателем Форума дошкольного образования провинции Западная Ява, с 2009 года — генеральным председателем Ассоциации ученых-педагогов Индонезии (ISPI). С 2006 года Картандината являлся научным сотрудником исследовательского центра Университета Цукубы (Япония) по программе международного сотрудничества в области развития образования.
В январе 2019 года получил назначение на должность чрезвычайного и полномочного посла Индонезии в Узбекистане и Кыргызстане.
Сунарё Картадината скончался 13 июня 2024 года в городе Ташкенте в возрасте 74 лет.